# Jeor Mormont
Jeor Mormont (másnéven Vén Medve) szereplő George R. R. Martin amerikai író A tűz és jég dala című fantasy regénysorozatában, illetve annak televíziós adaptációjában, a Trónok harcában. 
Az Éjjeli Őrség 997. parancsnoka, melynek a Fekete Vár volt a főhadiszállása. Korábban a Mormont-ház vezetője volt és a Medve-sziget ura, de lemondott címeiről fia, Jorah Mormont javára, és felöltötte a feketét.
A Trónok harca televíziós sorozatban James Cosmo alakítja. A sorozat magyar nyelvű változatában a szereplő állandó szinkronhangja Szersén Gyula.

## Története a könyvekben
A könyvekben nem nézőpontkarakter, cselekedeteivel az olvasók csak más szereplők (például a Havas Jon vagy Samwell Tarly) megfigyelésein keresztül találkozhatnak.

### Karakterleírás
Jeor korából adódóan kopaszodott, de szakálla bozontos és szürke volt az álla alatt, eltakarva mellkasa nagy részét.
Jeornak volt egy fekete hollója, amely állandóan kukoricát követelt.  Minden nap citromos sört ivott és szerinte, ennek köszönheti, hogy még mindig megvannak a fogai.

### Háttértörténet
Feltehetőleg Robert lázadása előtt csatlakozott az Éjjeli Őrséghez, fiára hagyva a Medve-szigetet. Gyorsan emelkedett a ranglétrán, és hódítás után 288-ban parancsnoknak választották.
Az Első Felderítő, Benjen Stark tanácsára elődjével Qorgyle parancsnokkal ellentétben változtatja az őrjáratok létszámát és kiküldésük idejét, hogy megnehezítse a kifürkészésüket. Ezenkívül időnként még egy nagyobb erőt is elküld valamelyik elhagyott várba, hogy töltsenek ott párhetet. 
Fia a szabad városokba menekült, hogy elkerülje Lord Eddard Stark büntetését, amiért egy orvvadászt egy tyroshi rabszolga-kereskedőnek adott el. Jeor visszaszerezte Hosszúkarmot, házának valyriai acélból kovácsolt kardját, melyet a Mormont-ház vezetője forgatott. Jeor nővére, Maege Mormont lett a ház vezetője Jorah száműzetésével.

### Trónok harca
Mormont saját személyes intézőjének választotta Havas Jont és szárnyai alá veszi (hogy felkészítse a parancsnokságra). Tájékoztatta Jont, hogy Lord Eddardot bebörtönözték és árulással vádolják, ő maga meg szemmel tartotta a fiút, hogy ne tegyen ostobaságot. Jeor elküldte az Első Felderítőt, Benjen Starkot, hogy keresse meg az eltűnt felderítőket, köztük Ser Waymar Royce-t, valamint kutassa fel Mance Raydert a Falon Túli Királynak a rejtekhelyét. A Fal közelében két holttestet találtak, Benjen emberei voltak. Parancsolta, hogy vigyék a Fekete Várba a testeket, hogy Aemon mester is megvizsgálja őket. Az éjszaka folyamán a holttestek, életre keltek és megöltek néhány őrt, köztük Ser Jaremy Rykkert. Jon és rémfarkasa, Szellem időben történő beavatkozása akadályozza meg, hogy a halott Othor megölje Jeort. Életének megmentéséért Jeor átadja Havas Jonnak a valyriai acélból készült ősi fegyverét, Hosszúkarmot.

### Királyok csatája
Mormont parancsnok tájékoztatta Jont, arról hogy, féltestvérét Észak királyává koronázták, és továbbra is szemmel tartotta, nehogy ismét szökést kíséreljen meg.
Eltűnt felderítők, halottak sétálnak, elhagyott falvak, éjszakai hatalmas tüzek és a szabad népet gyűjtő Mance, ezeket a jelentéseket kapta a legtöbbször. Jeor úgy dönt, hogy egy nagy felderítés vezet a Falon túlra, hogy felfedezze, mi történik, és megkeresse az eltűnt Benjent. Háromszáz emberrel indultak útnak.
Craster Erődjében megtudja, hogy Mance Rayder a Jégagyarak között gyűjti össze az embereit, hogy a Fal ellen vonuljanak. Az Elsők Ökléig haladtak tovább, majd tábort vertek. Három felderítő csapatot küld ki.

### Kardok vihara
Miközben az utolsó felderítőcsapat visszatérésére vár, Elsők Öklénél támadás érte őket. Vereséget szenvednek és Mormont parancsnok Craster Erődjébe vonul vissza társaival. Az erődben Samwell Tarly elmeséli neki, hogy obszidián tőrrel megölt egy Mást, amelyet Jon adott neki, Jeor sárkányüvegként ismeri és közli Sammel, hogy sárkányüveggel kell ellátni az Őrséget. Nem sokkal ezután Ernyedtkezű Olló megöli az erődben kitört lázadás során. Miközben haldoklik, megkéri Samet, hogy küldjön üzenetet fiának, Jorah-nak, hogy öltsön feketét utolsó kívánsága képen és, hogy megbocsájt neki.

## A szereplő története a sorozatban
Az HBO televíziós sorozatában visszatérő karakterként jelenik meg az első évadban, és főszereplőként a másodikban és harmadikban, James Cosmo alakításában.
Története a könyvekben és a sorozatban többnyire megegyezik. A negyedik évadtól csak említések vannak róla. A lázadók az erőszakos és kegyetlen Tanner vezetésével Craster Erődjébe telepedtek le, ahol bántalmazzák Craster nőit. Tanner maga alakította kancsóvá Mormont koponyáját.
Havas Jon hírét veszi, hogy a vadak egyre erősödő támadásai mellett áruló testvérei Craster erődjében ütöttek tanyát. Expedíciót vezet Craster Erődjébe, hogy végezzen az Éjjeli Őrség zendülő tagjaival (akik veszélyt jelenthetnek az Őrségre, ha Mance fogságba ejti és kivallatja őket a Fal gyenge pontjaival kapcsolatban). Megtámadják az erődöt és végeznek a lázadókkal.
Az ötödik évadban Jeor reménye, hogy Jon lesz az utódja, beteljesül, amikor Jont megválasztják az Éjjeli Őrség új parancsnokának. Miközben Meereenbe utazott Tyrion Lannister és Mormont fia, elmondja Jorah-nak, hogy a Falhoz tett utazása során találkozott apjával, Jeorral, valamint elárulja, hogy a saját emberei ölték meg egy falon túli lázadás során. Jorah láthatóan megdöbbent, amikor meghallja apja meggyilkolását.
A hatodik évadban Havas Jon, Sansa Stark és Tengerjáró Davos ellátogatott a Medve-szigetre, ahol Lyannával a Mormont-ház úrnőjével találkoztak. Jon elmesélte, hogy Jeor parancsnoksága alatt szolgált, majd a Boltonok elleni harcukhoz kérnek tőle segítséget, a Mormontok a Starkoknak tett esküjükre hivatkozva. Davos meggyőzte és hatvankét katonájával együtt csatlakozik a sereghez.
A hetedik évadban Sam az Óváros Citadellában Mormont parancsnok iránt érzett tiszteletéből kigyógyítja a szürkehámból Joraht, közben elmondja, hogy az apjával volt amikor meghalt. Sárkánykőn Jon és Jorah találkoznak és Észak Királya megemlíti Jorahnak, hogy az apja intézője volt.